# كانيكو كينتارو
كانيكو كينتارو (باليابانية: 金子堅太郎؛ بالكانا: かねこ けんたろう) هو دبلوماسي ياباني، ولد في 4 فبراير 1853 في فوكوكا في اليابان، وتوفي في 16 مايو 1942 في طوكيو في اليابان.